# Il cimitero dei senza nome
Il cimitero dei senza nome è un romanzo di Patricia Cornwell con protagonista il celebre personaggio dell'anatomopatologa Kay Scarpetta, pubblicato nel 1995.

## Contenuto
In quest'opera Kay dovrà affrontare per l'ultima volta il pericolosissimo serial killer Temple Gaul (già sfuggitole in "Insolito e crudele"), il quale si renderà responsabile dell'assassinio della sua gemella Jayne, dell'agente di polizia newyorchese Jimmy Davila e del vicesceriffo Brown di Richmond.

## Edizioni in italiano
- Patricia Daniels Cornwell, Il cimitero dei senza nome, traduzione di Anna Rusconi, Mondadori, Milano 1997 ISBN 88-04-42211-4
- Patricia Daniels Cornwell,
- Patricia Daniels Cornwell, Il cimitero dei senza nome, CDE, Milano 1998
- Patricia Daniels Cornwell, Il cimitero dei senza nome, traduzione di Anna Rusconi, A. Mondadori, Milano 1998, ISBN 88-04-45678-7
- Patricia Daniels Cornwell, Il cimitero dei senza nome, Donna moderna, Milano 2006
- Patricia Daniels Cornwell, Il cimitero dei senza nome, legge: Tiziana Zaccanti, Centro Internazionale del Libro parlato, Feltre 2009
- Patricia Daniels Cornwell, Il cimitero dei senza nome, traduzione di Anna Rusconi, Mondadori, Milano 2016 ISBN 978-88-04-67226-5